# Пажма
Па́жма — река в Юкаменском районе Удмуртии, левый приток Лекмы. Устье реки находится в 74 км по левому берегу Лекмы. Длина реки составляет 40 км, водосборная площадь — 129 км².
Река берёт начало на Красногорской возвышенности у деревни Мокрушата на границе с Кировской областью. Протекает на север и северо-восток, впадает в Лекму недалеко от починка Ёжевского. Ширина у устья — 7 метров. Имеет несколько мелких притоков.
На реке расположены населённые пункты Тарсаки, Байран, Ертем, Старый Безум, Муллино, Зилай, Верхняя Пажма и Нижняя Пажма. В деревне Ертем построен мост через Пажму.